# Prospero Pirondi
Prospero Pirondi (Pieve Modolena, 25 giugno 1787 – Reggio nell'Emilia, 13 maggio 1869) è stato un medico, politico e patriota italiano.

## Biografia
Dopo aver terminato gli studi presso il liceo di Reggio frequentò la scuola medica alla Cà Granda di Milano ed infine frequentò la facoltà di medicina presso l'Università di Pavia conseguendo la laurea nel 1809. Durante gli anni milanesi frequentò il medico e patriota Giovanni Rasori, una frequentazione che contribuì a maturare i suoi sentimenti democratici. L'anno seguente rientrò nella sua città natale e convogliò a nozze con Marianna Lamberti, la cui famiglia era strettamente vincolata con gli ambienti cospirativi cittadini.
Nel 1820 si affiliò alla società segreta dei sublimi maestri perfetti. Dopo il fallimento dei moti del 1820-1821, Pirondi dovette abbandonare Reggio per scampare all'arresto. L'11 settembre 1822 fu condannato a morte in contumacia dal tribunale statutario di Rubiera. Una volta raggiunta Genova, s'imbarcò alla volta di Marsiglia. Partecipò alla spedizione legittimista in Spagna come medico-chirurgo al seguito dell'esercito francese. Nel 1828 ottenne l'abilitazione alla professione e tornò a Marsiglia dove si ricongiunse con la famiglia. Nella decade successiva iniziò una serie di studi sul colera che lo porteranno nei vent'anni successivi a scrivere diverse pubblicazioni sull'argomento. Dopo essersi avvicinato agli ambienti mazziniani attivi in Francia, Pirondi rientrò a Reggio una volta scoppiati i moti del 1848. Entrato a far parte del Governo Provvisorio della città, fu, assieme a Giovanni Grilenzoni, Giuseppe Lamberti e Angelo Manini, uno degli esponenti più celebri dello schieramento democratico-repubblicano reggiano. Con il fallimento dei moti e il ritorno del duca Francesco V Pirondi rientrò a Marsiglia.
Dopo la seconda guerra d'indipendenza italiana e la definitiva fuga di Francesco V, Pirondi rientrò nuovamente a Reggio. Avvicinatosi agli ambienti moderati e liberali della sua città, risultò eletto nei collegi di Reggio e Rubiera alle elezioni per la Camera dei deputati del Regno di Sardegna del marzo 1860. Trasferitosi a Torino per i lavori parlamentari, non venne ricandidato dagli ambienti moderati reggiani per le elezioni del 1861. Trasferitosi a Marsiglia e poi nuovamente a Reggio, mise a disposizione gratuitamente le sue conoscenze per curare i poveri ed i bisognosi e donò all'ospedale cittadino la sua fornita biblioteca. Proclamato consigliere provinciale prima e comunale poi, morì il 13 maggio 1869.

## Opere
- Cenni su l'indole contagiosa della febbre che ora infesta gli abitanti della città e provincia di Reggio Emilia e progetto di mezzi per estinguerla., Reggio Emilia: Per G. Davolio e figlio, 1817
- Versi di un anonimo in morte della signora Luigia Pedrazzi di Reggio pubblicati da Prospero Pirondi, Reggio: Per G. Davolio e figlio, 1818
- Memoria sul metodo curativo del colera-morbus asiatico osservato a Marsiglia, Milano: Giovanni Silvestri, 1836
- Considerazioni sulla contagiosità del cholera-morbus asiatico precedute da una critica analisi delle due memorie del signor Bò, Marsiglia. Arnaud e C., 1856